# Synchron-Reluktanzmotor

Schnitt durch einen 4-poligen Synchron-Reluktanz-Motor mit Rotorscheibe und C-förmigen Flusssperren

Ein Synchron-Reluktanzmotor (kurz SRM oder SynRM) ist ein Reluktanzmotor in Form einer Drehstrom-Synchronmaschine mit einem Rotor (Läufer), der ausgeprägte Pole aufweist (auch in Form eines sogenannten Flusssperrenschnitts wie in der Abbildung). Der Stator (Ständer) des Synchron-Reluktanzmotors besitzt, wie andere Drehstrommaschinen, drei räumlich um je 120° versetzte Spulen, die von dreiphasiger Wechselspannung gespeist werden. Durch das vom Ständer erzeugte Drehfeld hat der Rotor aufgrund längs des Umfangs unterschiedlicher magnetischer Leitfähigkeit bestimmte Vorzugsrichtungen. Das Drehmoment wird bei Reluktanzmotoren aufgrund der Reluktanzkraft durch die Vorzugsrichtungen hervorgerufen, und nicht, wie bei anderen elektrischen Maschinen, infolge der Lorentzkraft.
Der Rotor dreht sich, wie bei allen Synchronmotoren, synchron mit dem Drehfeld des speisenden Spannungsnetzes. Die Drehzahl ist über die Polpaarzahl mit der Frequenz der Wechselspannung verknüpft. In der Praxis sind Synchron-Reluktanzmotoren meistens 4-polig ausgeführt.

## Historie
Das Prinzip des Reluktanzmotors mit der Anisotropie der magnetischen Leitfähigkeit im Läufer ist lange bekannt. Bereits 1923 veröffentlichte Jaroslaw K. Kostko einen entsprechenden Artikel. Verschiedene Hersteller bieten Reluktanzmotoren zum Betrieb direkt am Netz an. Der Läufer hat meist eine Kurzschluss-Anlaufwicklung zum asynchronen Selbstanlauf. Dieser Motortyp findet aber nur in Nischen, z. B. in der Textilindustrie, Anwendung. 1998 gelang Alfredo Vagati die Optimierung der Rotorgeometrie zur Reduktion von Drehmomentwelligkeit und Geräuschemission.

## Aufbau und Arbeitsweise
Üblicherweise hat der Stator (Ständer) eines Synchron-Reluktanzmotors den gleichen Aufbau wie der eines handelsüblichen Asynchronmotors mit verteilten Wicklungen. Der Rotor (Läufer) ist zur Vermeidung von Wirbelströmen als Blechpaket aus Elektroblechen ausgeführt. Dieses weist eine besondere Blechschnittgeometrie mit Flussleit- und Flusssperrabschnitten auf. Die in den Ständernuten verteilte Wicklung erzeugt bei Speisung mit Drehstrom ein im Luftspalt des Motors umlaufendes Drehfeld. Bei Speisung über einen Frequenzumrichter lässt sich die Drehzahl von Null bis zur Betriebsdrehzahl hochführen und während des Betriebs verstellen. Über eine geeignete Rotorlageregelung im Frequenzumrichter wird sichergestellt, dass insbesondere bei Lastwechseln der Rotor nicht außer Tritt fällt. Bei Synchron-Reluktanzmotoren, die am starren Netz betrieben werden sollen, ist der Rotor häufig mit einem Läuferkäfig (ähnlich denen von Käfigläufer-Asynchronmaschinen) ausgeführt. Dieser ermöglicht einen asynchronen Anlauf am Netz. Sobald sich die Drehzahl des Rotors der synchronen Drehzahl annähert, überwiegt das Reluktanzmoment, so dass sich der Läufer synchronisieren („in Tritt“ fallen) und dem umlaufenden Drehfeld folgen kann.

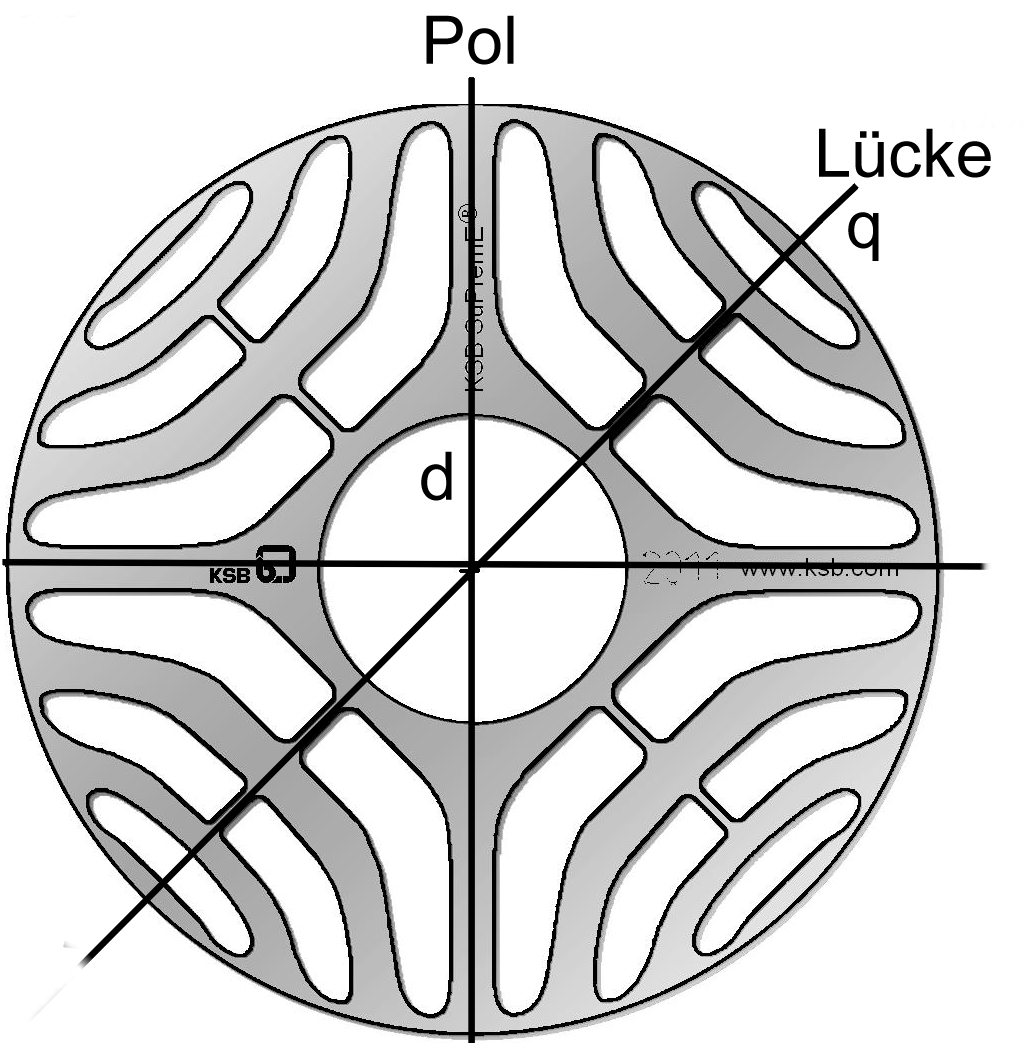
Blechschnitt eines 4-poligen Synchron-Reluktanzmotors gemäß US-Patent von Vagati

In der magnetischen Vorzugsrichtung (d-Richtung) tritt ein geringer magnetischer Widerstand auf und der magnetische Fluss wird im Eisen gut geführt. In einem 45°-Winkel dazu (q-Richtung) behindern die Luftsperren den magnetischen Fluss. Wird die Ständerwicklung bestromt, entstehen im Läufer Pole und Lücken. Folgt der Rotor synchron dem Statorfeld, sind seine Pole quasi über eine Feder (vgl. Federmodell im Artikel Polrad) mit den Polen des Drehfeldes verbunden. Bei Belastung bleibt der Läufer etwas zurück und es entsteht ein Polradwinkel, der bei Entlastung wieder verschwindet. Äquivalent eilt der Rotor im generatorischen Betrieb dem Statorfeld voraus. Die d- und q-Richtung des Läufers entsprechen den jeweiligen Achsen des durch die D/q-Transformation definierten Koordinatensystems. Über die D/q-Transformation können mittels der Statorströme die d- und q-Komponenten im Rotor bestimmt werden.

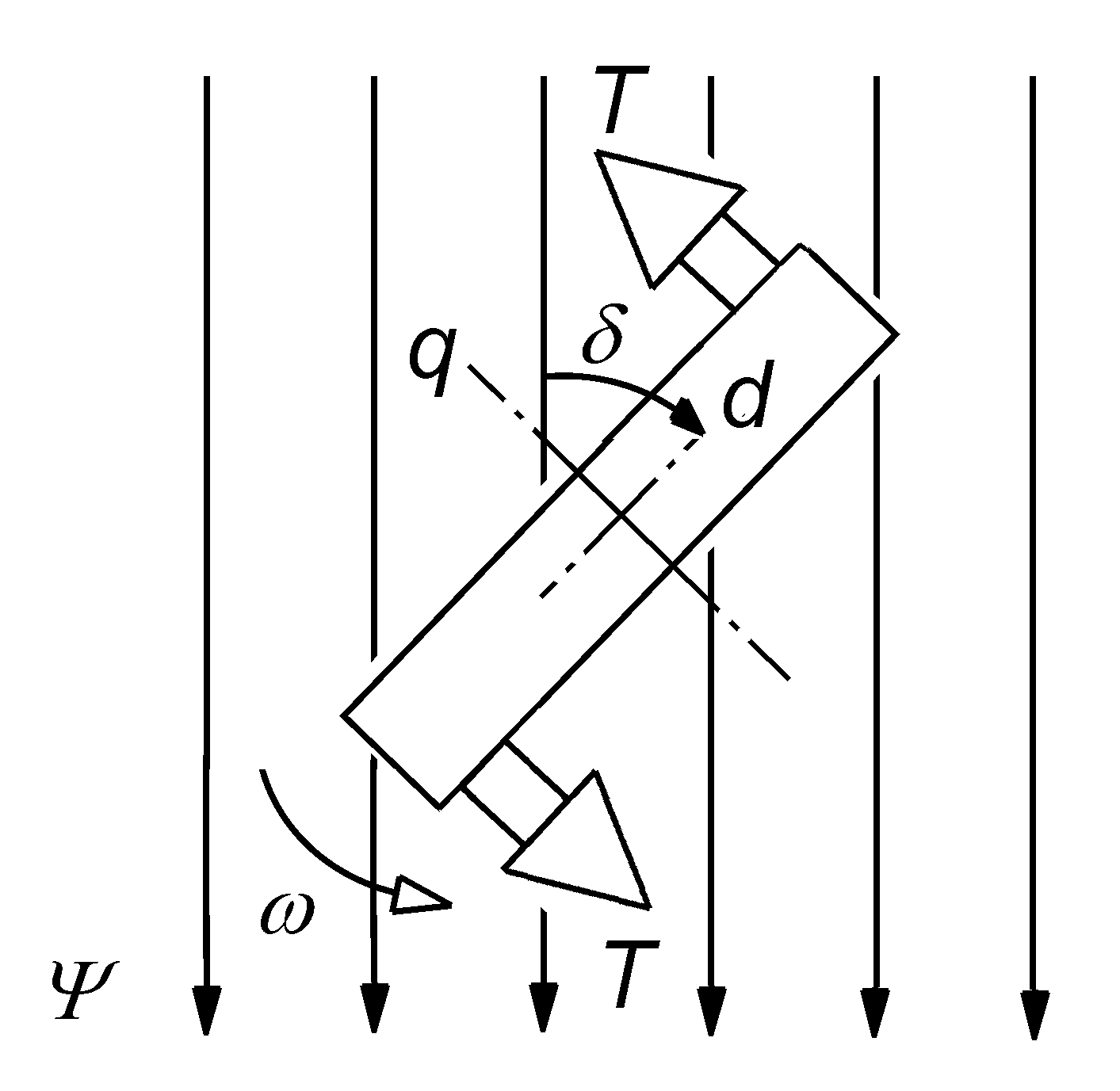
Drehmomenterzeugung

Im Bild auf der rechten Seite ist das Prinzip der Drehmomententstehung genauer gezeigt. Befindet sich ein Streifen Eisenblech in einem Magnetfeld, so versucht es sich in Richtung der Feldlinien zu drehen und eine energetisch möglichst günstige Position parallel zu den Feldlinien einzunehmen. Dreht man es aus dieser Position heraus, entsteht ein Drehmoment M. Gleiches passiert im Motor. Bei Belastung im Motorbetrieb bleibt das Polrad etwas hinter dem umlaufenden Drehfeld zurück und es entsteht der belastungsabhängige Polradwinkel δ (delta). Ist die Belastung zu groß, fällt der Motor „außer Tritt“ und bleibt stehen.

### Drehmoment
Das Drehmoment M des Synchron-Reluktanzmotors lässt sich aus den Motordaten berechnen. Man erhält es zu:
{\displaystyle M=k\left[{\frac {1}{L_{q}}}-{\frac {1}{L_{d}}}\right]\Psi ^{2}\sin 2\delta }
mit der Motorkonstante k, den Induktivitäten in q- und d-Richtung Lq und Ld, dem magnetischen Fluss Ψ und dem Polradwinkel δ. Die Formel zeigt, dass das Verhältnis Ld/Lq möglichst groß sein muss, um ein großes Drehmoment M zu erhalten.
Je besser also die Flussführungen in der d-Achse arbeiten und je stärker der Fluss in der q-Achse behindert wird, desto größer ist das Motordrehmoment.

## Vor- und Nachteile
Aufgrund der Massenträgheit des Rotors und der unbedingten synchronen Betriebsweise kann der Synchron-Reluktanzmotor (ohne Dämpferkäfig) nur mit einem Frequenzumrichter betrieben werden. Mit moderner Regelungstechnik ist die Drehzahlregelung heute auch ohne Resolver (Rotorlagegeber) möglich. Ein Nachteil sind somit die um die Kosten des Umrichters erhöhten Investitionskosten. Die Ausfallwahrscheinlichkeit ist aufgrund des robusten Aufbaus gegenüber einer geregelten Asynchronmaschine nicht erhöht.
Beim Synchron-Reluktanz-Motor treten nahezu keine Verluste im Läufer auf. Dadurch hat er einen besseren Wirkungsgrad als herkömmliche Asynchronmotoren und aus diesem Grund auch eine geringere Wärmeentwicklung. Die Wicklungsverluste im Ständer sind wegen des höheren Magnetisierungsanteils im Ständer etwas höher. Durch die in Summe geringeren Verluste ist mit dem Motor die internationale Effizienzklasse IE4 bis IE5 erreichbar, deren genauer Verlauf über der Nennleistung im CD (Committee Draft) der IEC 60034-30 Ed. 2 festgelegt ist. Durch diese Eigenschaft haben Synchron-Reluktanzmotoren seit etwa 2009 erneut Bedeutung bei der Anwendung in sogenanntem Rotating Equipment (Pumpen, Lüfter, Kompressoren und Turbinen) erlangt.
Bei der Herstellung ist gegenüber permanentmagneterregten Synchronmotoren vorteilhaft, dass keine Magnetwerkstoffe auf Basis seltener Erden Verwendung finden, die von der europäischen Kommission im Rahmen ihrer „Rohstoffinitiative“ als besonders „kritische Metalle“ (siehe Liste der kritischen Rohstoffe) eingestuft wurden.